# Piste ciclabili dell'Alto Adige

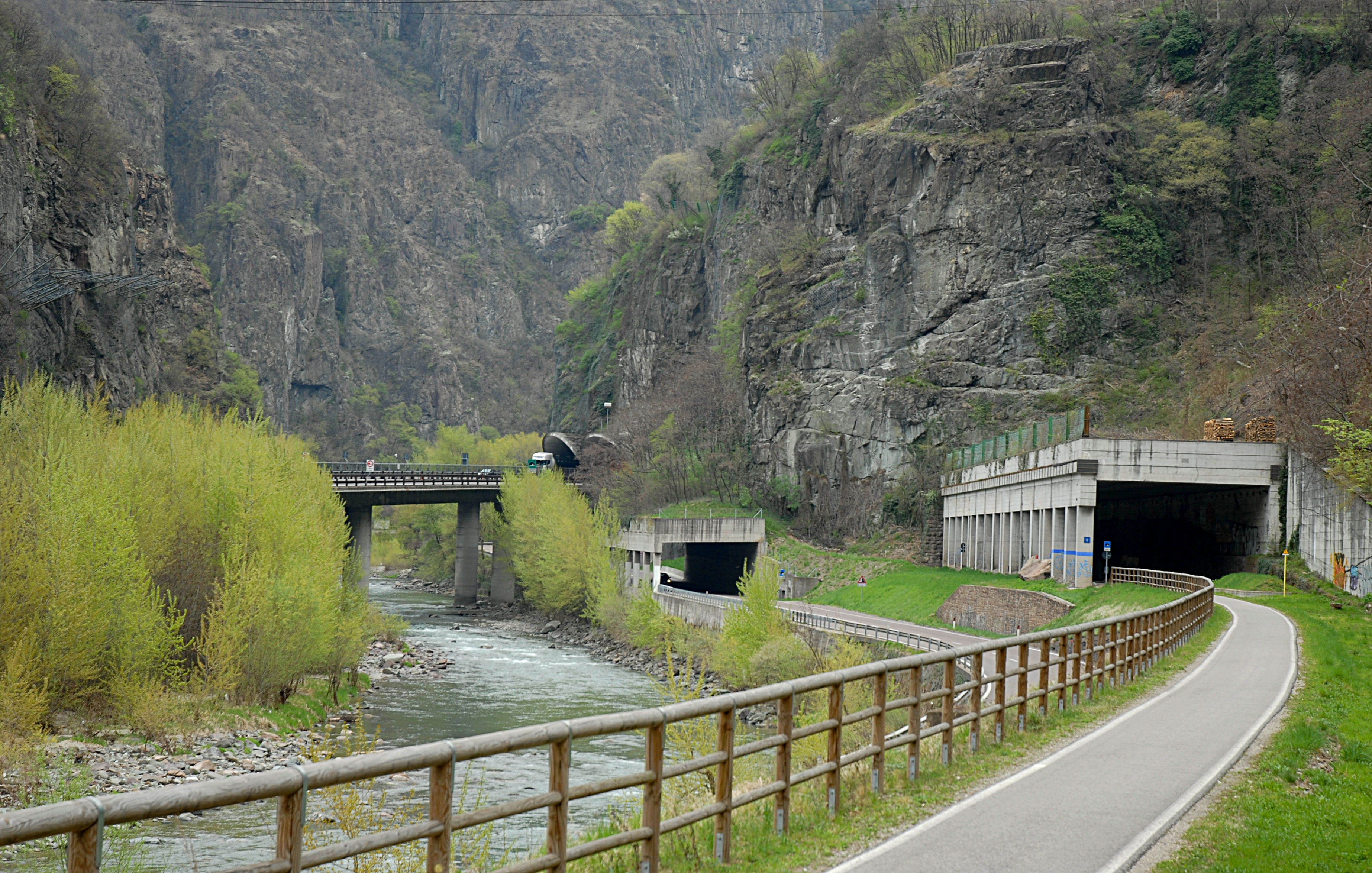
Un tratto della ciclabile lungo l'Isarco

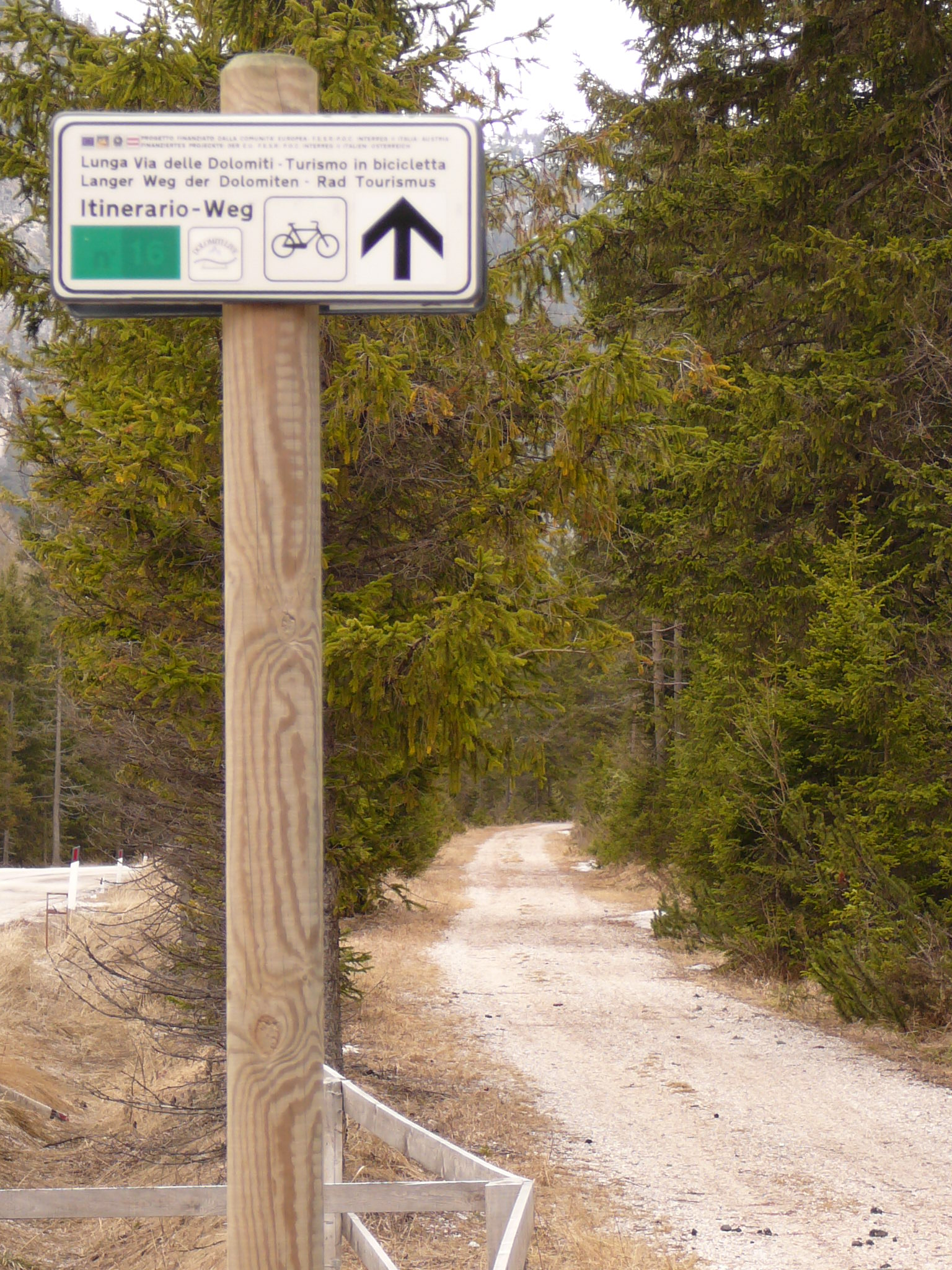
Un tratto della ciclabile delle Dolomiti presso il passo Cimabanche

Negli anni novanta è stato dato il via per una rete di piste ciclabili in Alto Adige (in tedesco Fahrradwege in Südtirol) che colleghino tutte le principali vallate tra di loro e con le regioni confinanti, anche di altri Stati (l'Austria e la Svizzera).

## Descrizione delle ciclabili
Tutte le principali vie di accesso dell'Alto Adige sono collegate con piste ciclabili, dotate di apposita segnaletica bilingue. Quindi dal capoluogo di provincia Bolzano, si raggiungono i confini della provincia, cioè: Resia, Brennero, San Candido, val Monastero e Salorno. Le piste ciclabili però non terminano in questi luoghi di confine, ma anzi continuano nelle province o Stati successivi.
Oltre a queste principali piste, ne esistono anche altre meno importanti dal punto di vista stradale, ma forse anche più affascinanti. Per esempio esistono ciclabili, o sono in fase di costruzione, lungo la val di Vizze, lungo la val di Landro (ciclabile delle Dolomiti), lungo la valle di Sesto, lungo la val Gardena, lungo la val di Sarentino, lungo la val Passiria, lungo la valle Aurina, lungo la valle di Anterselva, lungo la valle di Casies, e molte altre ancora.
La pista ciclabile che parte dal Brennero e scende inizialmente lungo la valle dell'Isarco, fino a Bolzano, e prosegue seguendo il corse dell'Adige fino a congiungersi con la ciclopista della Valle dell'Adige rientra nel progetto della ciclopista del Sole, ciclopista che dovrebbe arrivare fino in Sicilia e Sardegna.
Un'altra è la ciclabile della Val Venosta un'importante via che discende tutta la val Venosta; essa parte dal passo di Resia e scende dapprima a Merano ed infine a Bolzano seguendo sempre il corso dell'Adige.

## Le principali piste
- Ciclabile delle Dolomiti
- Ciclabile Dobbiaco - Lienz
- Ciclabile dell'Oltradige
- Ciclabile della Pusteria
- Ciclabile della Val Venosta
- Jakobsweg in Alto Adige